# Перенос (психология)
Перено́с (или Трансфе́р от англ. transference, первоначально нем. Übertragung) — феномен в психодинамической психологии, заключающийся в бессознательном перемещении ранее пережитых (особенно в детстве) чувств и отношений, проявлявшихся к одному лицу, совсем на другое лицо. В том числе, и на психотерапевта в ходе сеанса психотерапии. Этот феномен был замечен и впервые описан Зигмундом Фрейдом, показавшим его первостепенную важность для понимания клиента (пациента) в процессе психоанализа.
Контрперено́сом, в свою очередь, называется обратный перенос на клиента, нередко возникающий у терапевта. Считается, что правильная интерпретация контрпереноса также важна для понимания происходящего в ходе психоаналитического процесса.

Психологический процесс перенесения является специфической формой более общего процесса проекции. Важно свести эти два процесса воедино и осознать, что трансфер является особым случаем проекции — по крайней мере, так его понимаю я. Бесспорно, каждый волен пользоваться этим термином по своему усмотрению. <…>
Трансфер — это процесс, который обычно происходит между двумя людьми, а не между человеческим субъектом и объектом, хотя имеются и исключения.— Карл Юнг, Тэвистокские лекции
Поскольку процесс переноса большей частью является автоматическим или бессознательным, пациент не воспринимает различные источники переноса и связанных с ним фантазий, установок и чувств (таких, как любовь, ненависть и гнев). Феномен переноса проявляется неожиданно для субъекта и может вызывать состояние дистресса. Исходными фигурами, с которых переносятся такие эмоциональные паттерны, чаще всего являются родители, но нередко в качестве источников переноса выступают братья и сестры, бабушки и дедушки, учителя, врачи, а также герои из детства.
Перенос представляет собой форму объектных отношений и, как любые объектные отношения, он воспроизводит первые детские привязанности и имеет универсальный характер. Помимо аналитической ситуации перенос может проявляться в самых разных условиях: при других формах психотерапии, при лечении соматических заболеваний, в школе, на работе и в социальном взаимодействии. Тем не менее наиболее отчётливо и интенсивно перенос проявляется в процессе психоанализа.
Перенос — понятие сугубо динамическое, не имеющее устойчивого результата; в процессе анализа перенос постоянно меняется (модулирует) в зависимости от состояния диалога, а потому аналитик может репрезентировать разных людей из прошлого пациента.
Не все реакции на аналитика являются переносом. Некоторые из них возникают непосредственно в ответ на его установки или актуальное поведение.

## История
Впервые термин «перенос» Фрейд использует в совместно написанной с И. Брейером работе «Исследование истерии» (1895). В 1905 году в публикации «Фрагмент анализа одного случая истерии» Фрейд впервые говорит об эффекте переноса, описывая его как «переиздание, копирование побуждений и фантазий, которые пробуждаются в связи с заменой прежней персоны — персоной врача», с которой пациент выстраивает привычные ему отношения. И если изначально Фрейд считал перенос фактором, мешающим аналитической работе, то позднее он приходит к осознанию переноса как основного механизма психоанализа, а развитие «невроза переноса» необходимым условием аналитического лечения. И основным импульсом к развитию невроза переноса в психоанализе является личность терапевта.
Несмотря на большое число введённых Фрейдом и ассоциируемых сегодня с психоанализом понятий, сам Фрейд считал перенос одним из трёх основных понятий, по наличию которых в составе теории можно рассматривать эту теорию как принадлежащую к полю психоаналитического знания (два других: бессознательное и сопротивление). Жак Лакан называет перенос одним из четырёх основных понятий психоанализа, наряду с «принципом навязчивого повторения» (см. По ту сторону принципа удовольствия), бессознательным и влечением.
Лакан говорит о переносе на знание: анализант обращается к аналитику, предполагая, что тот знает что-то о нём и может ответить на его запрос; он переносит на аналитика некоторое знание о себе. Поэтому в центре переноса для Лакана стоит «предположительно знающий субъект». Таковым же является и само бессознательное, поскольку мы можем лишь предполагать нечто на его счёт, но это знание будет ни чем иным, как эффектом переноса. В семинаре 1964 года Лакан говорит о развитии переноса уже не на личность, а на «присутствие аналитика». Именно это «присутствие», эффект сопричастности с Другим, в котором и аналитик, и анализант занимают свою долю, и является отправным пунктом как для переноса, так и для проработки сопротивления.

## Невроз переноса
Невроз переноса — специфический симптом, возникающий в процессе психоаналитического лечения и характеризующийся вовлечением личности психоаналитика в симптом анализанта. Изначально невроз переноса рассматривался Фрейдом как препятствие для психоанализа и классифицировался им как вид сопротивления, но позднее он приходит к выводу, что невроз переноса является важнейшим терапевтическим механизмом, а его развитие — не помеха, а обязательный этап и условие успешного психоаналитического лечения.

## Виды переноса
Перенос может быть:
- отцовским, материнским, сестринским/братским и т. п.(в зависимости от первоначального объекта);
- эдиповым, преэдиповым, зависимым, оральным и т. д. (в зависимости от стадии психосексуального развития анализанта, которая заново переживается);
- объектным или нарциссическим (идентификационным) (в зависимости от того, воспринимает ли пациент своего аналитика как внешний объект, от которого он зависит, который он ненавидит и т. д., или рассматривает его как часть самого себя);
- позитивным или негативным (в зависимости от того, воспринимает ли он своего аналитика как лицо доброжелательное или враждебное);
- эротическим (один из специфических видов переноса, в результате которого во время терапии у клиента по отношению к терапевту возникает сильное эротическое влечение и даже влюблённость. Так же как, например, гнев при другом виде переноса может побудить не слишком устойчивого клиента применить к терапевту физическое насилие, так эротический перенос может привести к тому, что клиент будет явным образом соблазнять терапевта, хотя чаще соблазнение со стороны клиента носит не столь явный характер. Однако проблема в том, что у терапевта может возникать соответствующий эротический контрперенос на клиента. До того, как в международной практике сформировался «этический кодекс психолога», явным образом запрещающий вступать с клиентом в любые личные отношения, не являющиеся психотерапией, многие психотерапевты оказывались сначала в постели со своими клиентами, а потом и в браке с ними (например Юнг, Фромм, Гринсон). Именно во время наблюдений за развитием отношений между Юнгом и его молодой русской пациенткой Сабиной Шпильрейн, Зигмунд Фрейд впервые сформулировал сначала само понятие контрпереноса в психоанализе,[2] а затем и вывел, в качестве необходимого правила терапии в отношениях между врачом и пациенткой так называемый «принцип абстиненции».[3])

## Перенос и терапевтический альянс
Перенос — автоматическое, бессознательное воспроизведение переживаний — отличается от рабочего или терапевтического альянса, представляющего собой сознательное взаимодействие между аналитиком и пациентом. В таком альянсе пациент идентифицируется с целями и методами аналитической терапии и понимает необходимость генетического инсайта. Желание пациента сотрудничать дополняется стремлением аналитика (концептуализируемым как его рабочее Я) помочь ему достигнуть инсайта, понимания и сознательного контроля. Такой альянс предполагает терапевтическое расщепление Я пациента: одна часть Я отщепляется и наблюдает за частью, которая переживает. Прочный терапевтический альянс часто является необходимым условием продолжения анализа в период выраженного негативного переноса.